# Aubervilliers
Aubervilliers è un comune francese di 74 528 abitanti situato nel dipartimento della Senna-Saint-Denis nella regione dell'Île-de-France.

## Società

### Evoluzione demografica
Abitanti censiti

## Amministrazione

### Gemellaggi
- Beit Jala, dal 1997
- Jena, dal 1999
- Boully, dal 2004
- Empoli